# Delocoma marmorea
Delocoma marmorea là một loài bướm đêm trong họ Noctuidae.